# 1416 Ренокса
1416 Ренокса (1416 Renauxa) — астероїд головного поясу, відкритий 4 березня 1937 року.
Тіссеранів параметр щодо Юпітера — 3,215.